# 270. pehotni polk (Italija)
270. pehotni polk Aquila (italijansko 270º reggimento fanteria) je bil pehotni polk Kraljeve italijanske kopenske vojske.

## Zgodovina
Med prvo svetovno vojno je polk deloval na soški fronti.